# Sofía Eduviges de Brunswick-Wolfenbüttel (1561-1631)
Sofía Eduviges de Brunswick-Wolfenbüttel (1 de diciembre de 1561 en el Castillo de Hessen-30 de enero de 1631 en Loitz) fue una princesa de Brunswick-Wolfenbüttel por nacimiento y por matrimonio duquesa de Pomerania-Wolgast.

## Biografía
Sofía Eduviges era la hija mayor del Duque Julio de Brunswick-Wolfenbüttel (1528-1589) de su matrimonio con Eduviges (1540-1602), la hija del Elector Joaquín II de Brandeburgo. Sus padres le proporcionaron una amplia y profunda educación e inició negociaciones para el matrimonio cuando era joven.
Se casó a la edad de 16 años el 20 de octubre de 1577 en Wolgast con el Duque Ernesto Luis de Pomerania-Wolgast (1545-1592).  Su padre envió teólogos luteranos a la corte en Wolgast, quienes intentaron convencer a la corte para que aceptara la Fórmula de la Concordia como la formulación autorizada del credo luterano. La corte no aceptó esta fórmula. Ernesto Luis ordenó cambios estructurales en el Castillo de Wolgast, remplazando el ala nordeste medieval por una nueva ala residencial. Como su madre, Sofía Eduviges fue descrita como altamente espiritual. Estuvo al cuidado de los pobres y necesitados y ni siquiera fue disuadida por una epidemia de peste.
Ernesto Luis murió en 1592, después de 15 años de matrimonio. Además de lo que le dejó como viuda, el castillo y distrito de Loitz, su marido le dejó la finca Ludwigsburg en las cercanías de Greifswald, que ya le había cedido en 1586, y la finca Jamitsow en el Peenestrom. Pronto cambió esta última por la finca Zerpenzyn, en frente de la ciudad de Loitz. Cambió el nombre de Zerpenzyn por el de Sophienhof ("Corte de Sofía") en 1594. Sus hijos se trasladaron con ella a su sede de viuda en Loitz. Escribió un himno para conmemorar la muerte de su marido. Fue publicado por Ambrosius Lobwasser. Entre 1597 y 1601, acompañó a su hijo, quien fue introducido en los negocios de gobierno por su tutor y regente, el Duque Bogislao XIII.
Durante la vida de su marido, Sofía Eduviges había reconstruido el castillo de Loitz como un château renacentista. Después de su muerte, lo embelleció aún más. También remodeló y amplió la Iglesia de Santa María en Loitz. El château ha sido demolido y no quedan trazas de sus restos. Algunas de las contribuciones a la iglesia, sin embargo, todavía siguen ahí, entre ellas lo asientos ducales, un doble retrato de ella y de su marido, y numerosos escudos de armas de sus ancestros.
Su marido también le cedió una finca en Dersin, en las cercanías de Loissin, donde ella construyó un castillo nombrado Schloss Ludwigsburg, en honor a su marido. Loitz y Ludwigsburg permanecieron como sus residencias de viuda hasta su muerte.
Cuando se hizo inventario de su corte en 1593, estaba presente un Amtshauptmann, al igual que un tesorero, un interventor, un Hofmeister, una institutriz, una dama de honor, y vario personal de cámara, personal de cocina, y personal de bodega y los establos.
Sofía Eduviges fue descrita como interesada en los procesos económicos, pero también como derrochadora y dominante. Es considerada una de las duquesas más influyentes en Pomerania. Su hijo la sobrevivió por seis años; él y ella murieron en el tumulto de la Guerra de los Treinta Años. La guerra demoró el funeral de ella durante casi dos años. Está enterrada en la cripta ducal en la Iglesia de San Pedro en Wolgast.  Su tumba fue restaurada hace pocos años, como lo fueron las tumbas de su hijo, su marido y sus suegros.

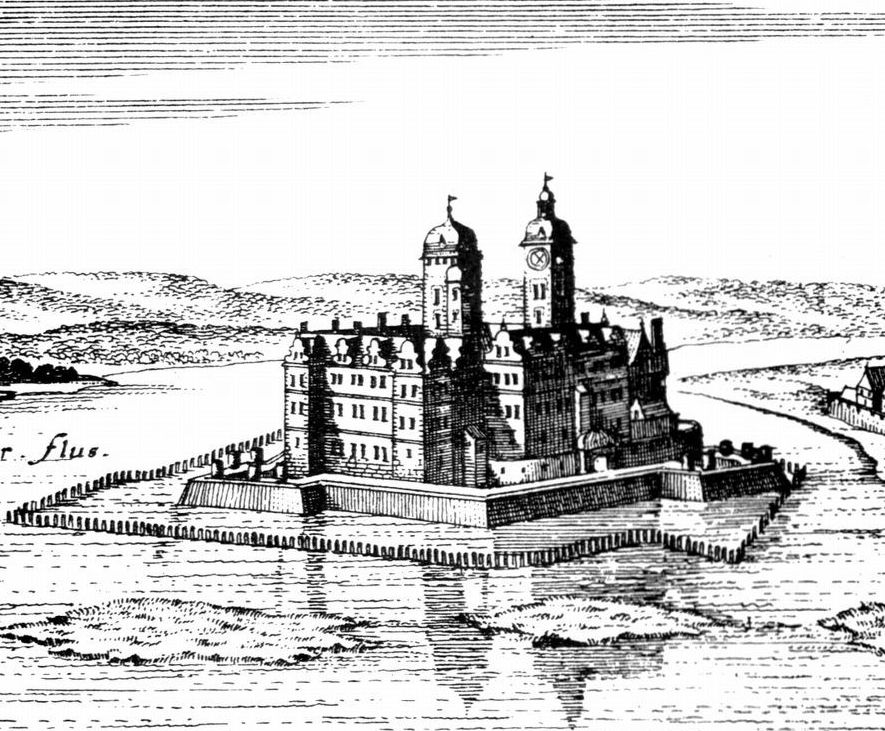
Castillo de Wolgast
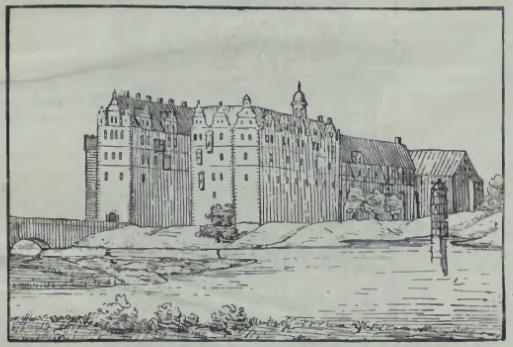
Castillo de Loitz
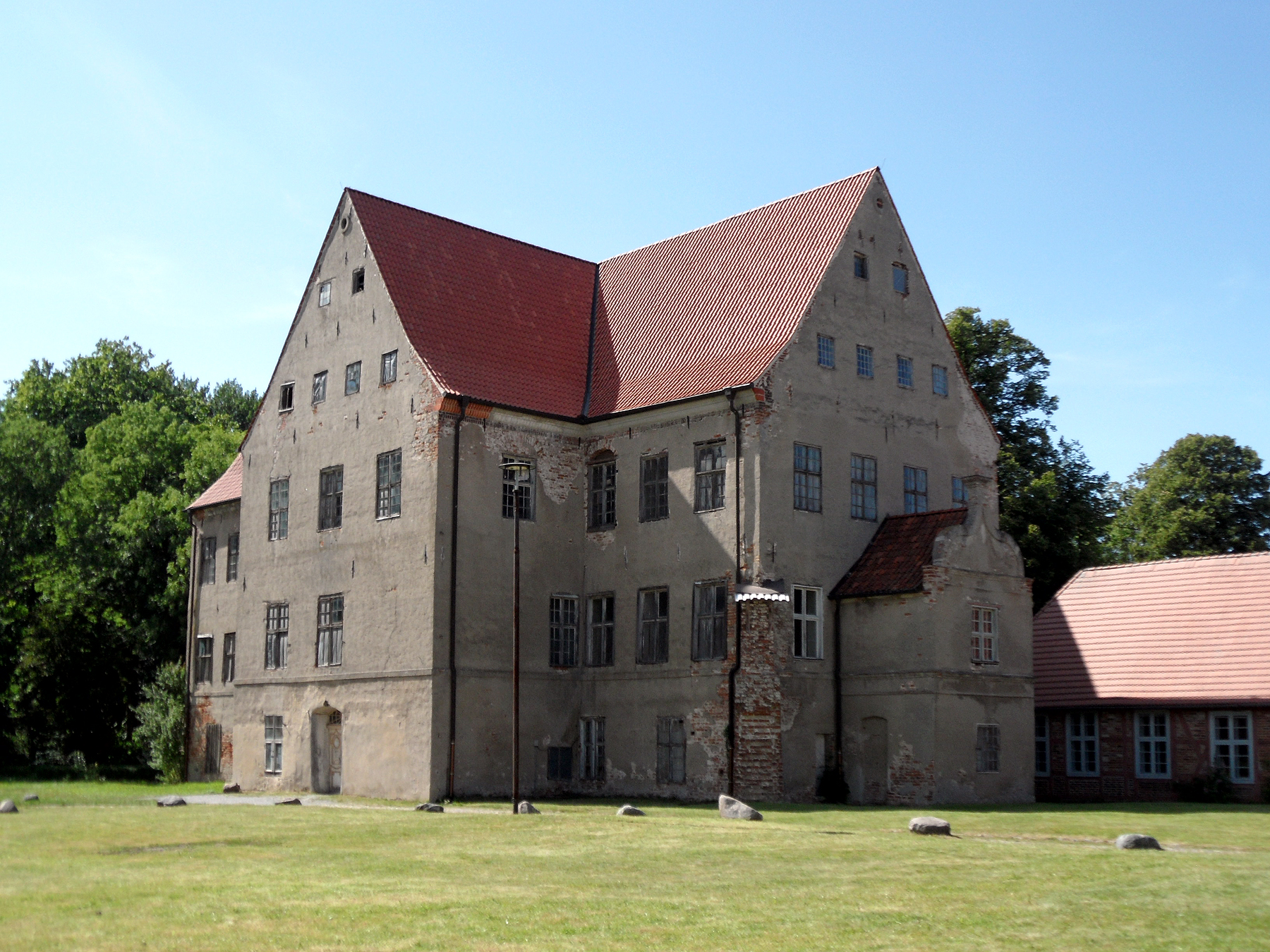
Castillo de Ludwigsburg

## Hijos
De su matrimonio, Sofía Eduviges tuvo tres hijos:
- Eduviges María (1579-1606)

se comprometió con el Duque Juan Adolfo de Holstein. Sin embargo, falleció antes del matrimonio.
- Isabel Magdalena (1580-1649)

desposó en 1600 a Federico Kettler, Duque de Curlandia y Semigalia (1569-1642).
- Felipe Julio (1584-1625), Duque de Pomerania-Wolgast

desposó en 1604 a la Princesa Inés de Brandeburgo (1584-1629).